# Slim Belkhodja
Slim Belkhodja (ur. 23 listopada 1962) – tunezyjski szachista, w latach 1985–2001 reprezentant Francji, arcymistrz od 2002 roku.

## Kariera szachowa
W roku 1980 wystąpił w rozegranych w Dortmundzie mistrzostwach świata juniorów do lat 20, natomiast w 1982 i 1984 dwukrotnie reprezentował Tunezję na szachowych olimpiadach. W 1985 wystąpił w zespole francuskim na drużynowych młodzieżowych (do lat 26) mistrzostwach świata w Mendozie, zdobył również tytuł mistrza Paryża. W 1986 zadebiutował w finale indywidualnych mistrzostw Francji, zajmując w Epinal VI miejsce. W kolejnych latach odniósł szereg turniejowych sukcesów, m.in. w Paryżu (1989, turniej AECE, dz. I m. wraz z Janem Plachetką i 1994, turniej APSAP IM,  dz. II m. za Norikiem Kalantarianem, wraz z Didierem Collasem), Quéven (1999, I m.), Saint Lorrain (2000, I m.), Fouesnant (2000, I m.), Tunisie (2001, mistrzostwa państw arabskich, dz. I m. wraz z Hichamem Hamdouchim), Paryżu (2003, turniej NAO IM, dz. I m. wraz z Fabienem Libiszewskim), Kairze (2003, mistrzostwa państw arabskich,  II m. za Essamem El Gindy), Dubaju (2004, mistrzostwa państw arabskich dz. I m. wraz z H.Hamdouchim), Issy-les-Moulineaux (2004, wspólnie z Murtasem Każgalejewem), Paryżu (2004, II m. za Petyrem Welikowem), Tazie (2005, turniej strefowy, dz. I m. wraz z H.Hamdouchim), Lusace (2005, mistrzostwa Afryki, II m. za Ahmedem Adly) oraz w Cannes (2007, dz. III m. za Suatem Atalikiem i Manuelem Apicellą, wraz z Michaiłem Gurewiczem i Jeleną Dembo.
W roku 2001 wystąpił w rozegranym w Moskwie pucharowym turnieju o mistrzostwo świata, w I rundzie przegrywając z Rafaelem Waganianem. Kolejny start w eliminacji mistrzostw świata zanotował w roku 2005, biorąc udział w Pucharze Świata w Chanty-Mansyjsku (tu również odpadł w I rundzie, po porażce z Siergiejem Tiwiakowem). W latach 2002–2006 trzykrotnie reprezentował Tunezję na olimpiadach szachowych, za każdym razem na I szachownicy.
Najwyższy ranking w karierze osiągnął 1 lipca 2001 r., z wynikiem 2531 punktów zajmował wówczas 11. miejsce wśród francuskich szachistów.
W roku 2002 został drugim w historii tunezyjskim szachistą (po Slimie Bouazisie), który otrzymał tytuł arcymistrza.